# Fiocchi Munizioni
La Fiocchi Munizioni S.p.A. è una delle più importanti e antiche imprese italiane specializzate nella produzione di cartucce e munizioni di piccolo calibro (per caccia, tiro, difesa e sport).
Fondata da Giulio Fiocchi nel 1876, dalla fine del 2017 è controllata dal fondo di private equity "Charme III".

## Storia

### Gli inizi
L’azienda nasce il 3 luglio 1876 quando Giulio Fiocchi rileva a Lecco, insieme al commerciante Eugenio Ferrari, una piccola fabbrica di fucili da caccia in crisi, la “Micheloni e C.” e avvia la produzione di munizioni presso il fabbricato di Castello sopra Lecco. Il capitale è di 40.000 lire versato in parti uguali dai due soci ai quali si aggiunge ben presto Giuseppe Nappi. Il 25 aprile 1878 l’impresa viene trasformata nella società in accomandita semplice  “Fiocchi e C.” e vede l’ingresso di due nuovi soci: il conte Pietro Sormani Andreani, possidente di Milano, e Luigi Giacosa, negoziante di Torino. Gerenti responsabili della società sono Giulio Fiocchi e il fratello Giacomo. Nel 1880 inizia la produzione di polvere pirica attraverso l’acquisizione della licenza della ditta Fumagalli che possedeva un polverificio ad Introbio ed un deposito ad Olate; nel 1885 la società apre un laboratorio per la polvere pirica a Castello sopra Lecco, poco tempo dopo Giulio Fiocchi liquida i soci rimanendo unico proprietario dell'azienda mentre il fratello si trasferisce in Sicilia per gestire con una propria impresa la produzione e la vendita di zolfo. Assicuratosi definitivamente il comando, Giulio Fiocchi può concentrarsi sullo sviluppo, con l'acquisto mirato di fondi e fabbricati nei comuni di Castello sopra Lecco e Maggianico, e con la diversificazione della produzione, che, a partire dal 1903, arriva a comprendere anche la fabbricazione dei bottoni automatici, realizzati con gli sfridi della lavorazione dei bossoli in ottone.

### Le due guerre
La guerra porta un forte aumento della produzione, nel 1932 la società è modificata in "Società anonima Giulio Fiocchi" e intestata ai sei fratelli Fiocchi, tutti ammessi nel consiglio di amministrazione; la carica di Presidente viene assunta da Carlo Fiocchi, mentre Piero Angelo e Lodovico vengono nominati consiglieri delegati. Anche in occasione della seconda guerra mondiale le forniture crescono, l'azienda è requisita prima dai tedeschi e poi bombardata dagli Alleati nel marzo 1945.

### Lo sbarco in USA
Nel dopoguerra l'azienda, guidata da Carlo Fiocchi per due decenni, riprende l'attività producendo un'ampia gamma di munizioni di piccolo calibro, specializzata nel settore caccia, nel tiro, in ambito di sicurezza e difesa, nonché in particolari settori dell’industria quali l’edilizia e la zootecnia. A metà degli anni sessanta la guida passa al figlio, Giuseppe, il quale concentra la lavorazione nello stabilimento di Belledo. Nel 1979 scinde l'attività di produzione delle armi e munizioni da quelle dei bottoni, dando vita a Fiocchi Munizioni e Fiocchi Snaps  (sarà poi ceduta nel 1992 al gruppo Prym Fashion). In quel periodo viene anche aperto lo stabilimento produttivo di Fiocchi of America (www.fiocchiusa.com), incorporato a Springfield, nel Missouri. Gli Stati Uniti sono il primo mercato mondiale, negli anni rappresenterà per la Fiocchi il 45-50% dei ricavi. Col tempo è aperta una filiale in Gran Bretagna, sono realizzate partecipazioni di produzione e distribuzione in Argentina e Nuova Zelanda, sono anche stipulati una serie di accordi in altre aree del mondo.
Nel 2004, in un periodo di difficoltà dell'azienda, la guida è affidata a Stefano Fiocchi, esponente della quarta generazione. Insieme al cugino Costantino Fiocchi, responsabile dell'area tecnica e anche lui della quarta generazione, Stefano riesce a realizzare negli anni un aumento del fatturato (nel 2016 il 60% dei ricavi è dovuto all'export mentre il peso della Difesa italiana è del 20%) e del numero dei dipendenti. Ma il problema è l'eccessivo frazionamento della proprietà con ben 47 soci (anche della quinta generazione Fiocchi) nella holding di famiglia: quasi tutte quote piccole, solo uno ha più del 10%. Così nel 2017 matura la decisione di aprire a terzi il capitale.

### Il fondo Charme III
L'accordo è concluso nell'ottobre 2017 con il fondo di private equity Charme III della famiglia Montezemolo. Viene creata una nuova società, la FCC (Fiocchi Con Charme) S.P.A. in cui il fondo Charme ha il 60% e il 40% resta alla Giulio Fiocchi S.P.A., società della famiglia lecchese. A sua volta la FCC detiene il 100% della Fiocchi Munizioni., presidente di FCC è nominato Luigi Sala, presidente dei fondi Charme.

## Fiocchi nello sport
Quindici titoli olimpici nelle più recenti Olimpiadi estive e invernali in discipline dell'alta tecnica come tiro al volo, lo skeet, il trap, il double trap e il biathlon.

## Cartucce e proiettili fabbricati
- Calibro 12
- Calibro 16
- Calibro 20
- Calibro 24
- Calibro 28
- Calibro 32
- Calibro 36
- .22 Long Rifle
- 6.35 Browning
- .45 ACP
- .40 S&W
- 9 × 19 mm Glisenti
- 9 × 21 mm IMI
- 9 mm Parabellum
- .25 ACP
- .32 ACP
- .380 ACP
- .38 Super Auto
- .357 SIG
- .45 HP
- .223 Remington
- .32 S&W
- .357 Magnum
- .38 S&W
- .44 Magnum
- 7,65 mm Parabellum
- 5,75 Velodog
- .320 Corto
- .320 Lungo
- 7,63 Mauser

## Cartucce a salve
- 7,65 mm
- 8 mm
- 9 mm PAK